# Сен-Жерак
Сен-Жера́к (фр. Saint-Geyrac) — коммуна во Франции, находится в регионе Аквитания. Департамент — Дордонь. Входит в состав кантона Иль-Мануар. Округ коммуны — Перигё.
Код INSEE коммуны — 24421.

## География

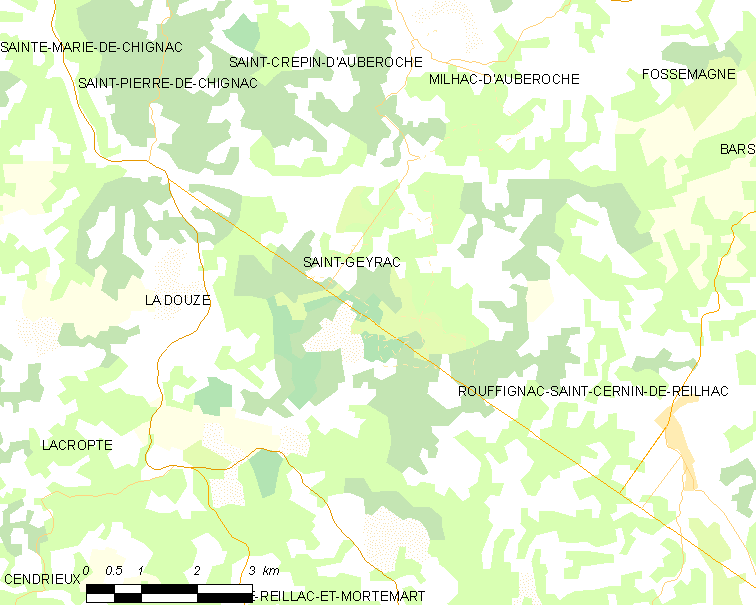
Карта коммуны

Коммуна расположена приблизительно в 440 км к югу от Парижа, в 125 км восточнее Бордо, в 19 км к юго-востоку от Перигё.

### Климат
Климат умеренный океанический со средним уровнем осадков, которые выпадают преимущественно зимой. Лето здесь долгое и тёплое, однако также довольно влажное, здесь не бывает регулярных периодов летней засухи. Средняя температура января — 5°C, июля — 18°C. Изредка вследствие стечения неблагоприятных погодных условий может наблюдаться непродолжительная засуха или случиться поздние заморозки. Климат меняется очень часто, как в течение сезона, так и год от года.

## Население
Население коммуны на 2010 год составляло 241 человек.
| 1962 | 1968 | 1975 | 1982 | 1990 | 1999 | 2010 |
| ---- | ---- | ---- | ---- | ---- | ---- | ---- |
| 265  | 253  | 244  | 235  | 212  | 199  | 241  |

## Администрация
| Период | Период | Фамилия           | Партия       | Примечания |
| ------ | ------ | ----------------- | ------------ | ---------- |
| 1995   | 2020   | Жан-Франсуа Матьё | Разные левые |            |

## Экономика
В 2010 году среди 151 человека трудоспособного возраста (15-64 лет) 102 были экономически активными, 49 — неактивными (показатель активности — 67,5 %, в 1999 году было 58,5 %). Из 102 активных жителей работали 93 человека (50 мужчин и 43 женщины), безработных было 9 (3 мужчин и 6 женщин). Среди 49 неактивных 15 человек были учениками или студентами, 19 — пенсионерами, 15 были неактивными по другим причинам.

## Достопримечательности
- Церковь Св. Кирика (XII век). Исторический памятник с 1974 года[5]
- Замок Монферрье (XVII век)

## Фотогалерея

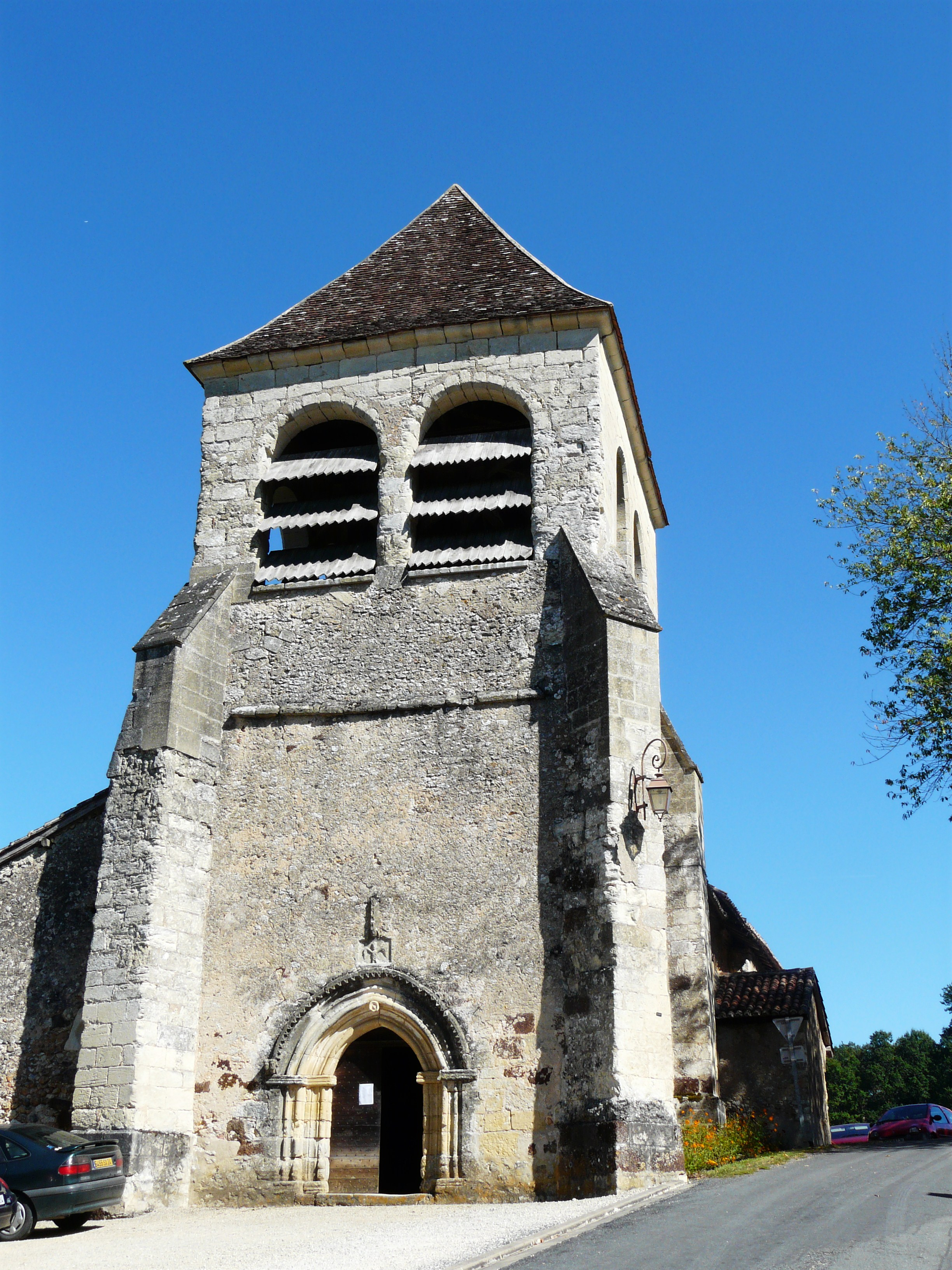
Церковь Св. Кирика
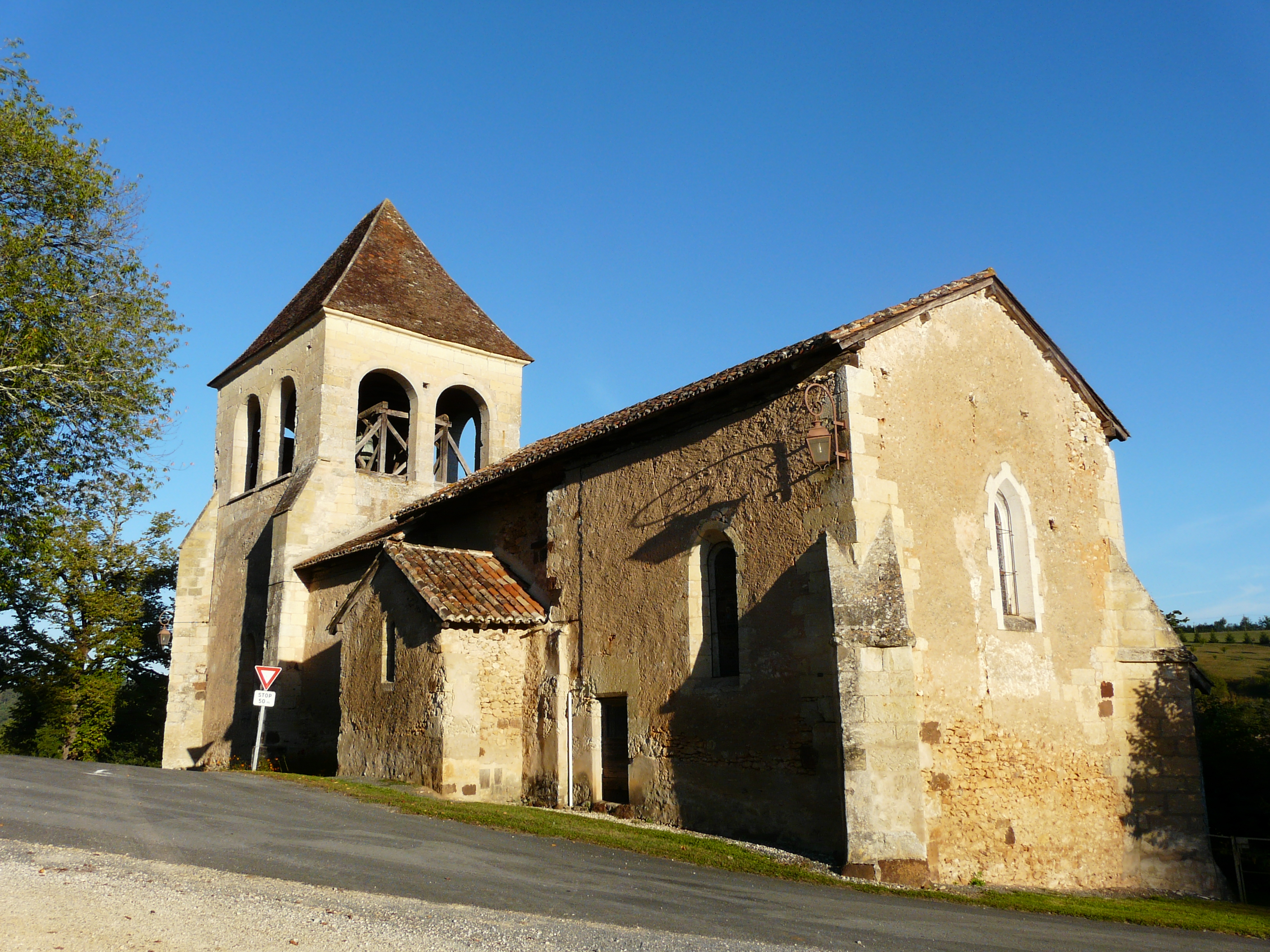
Церковь Св. Кирика
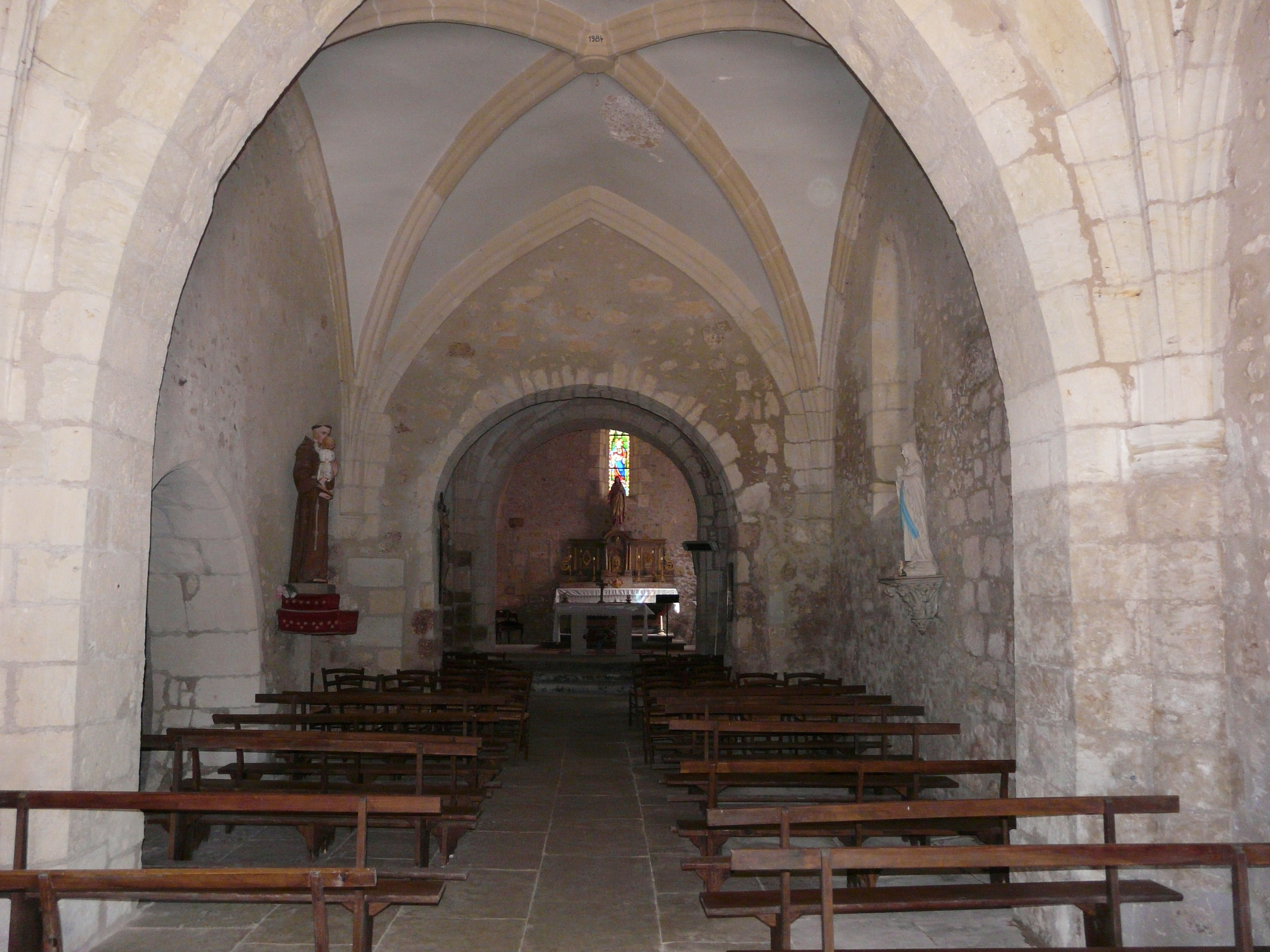
Интерьер церкви Св. Кирика
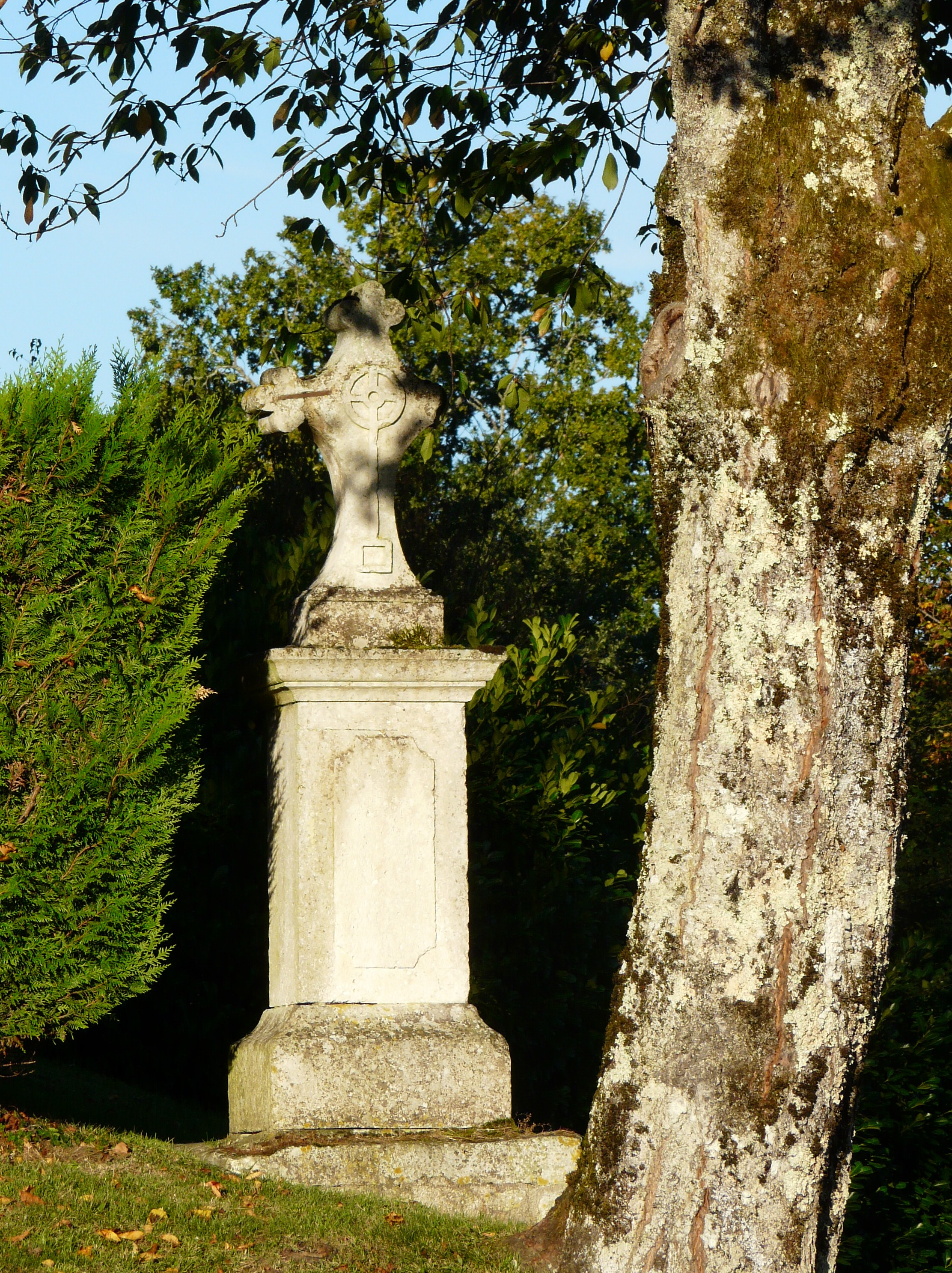
Крест
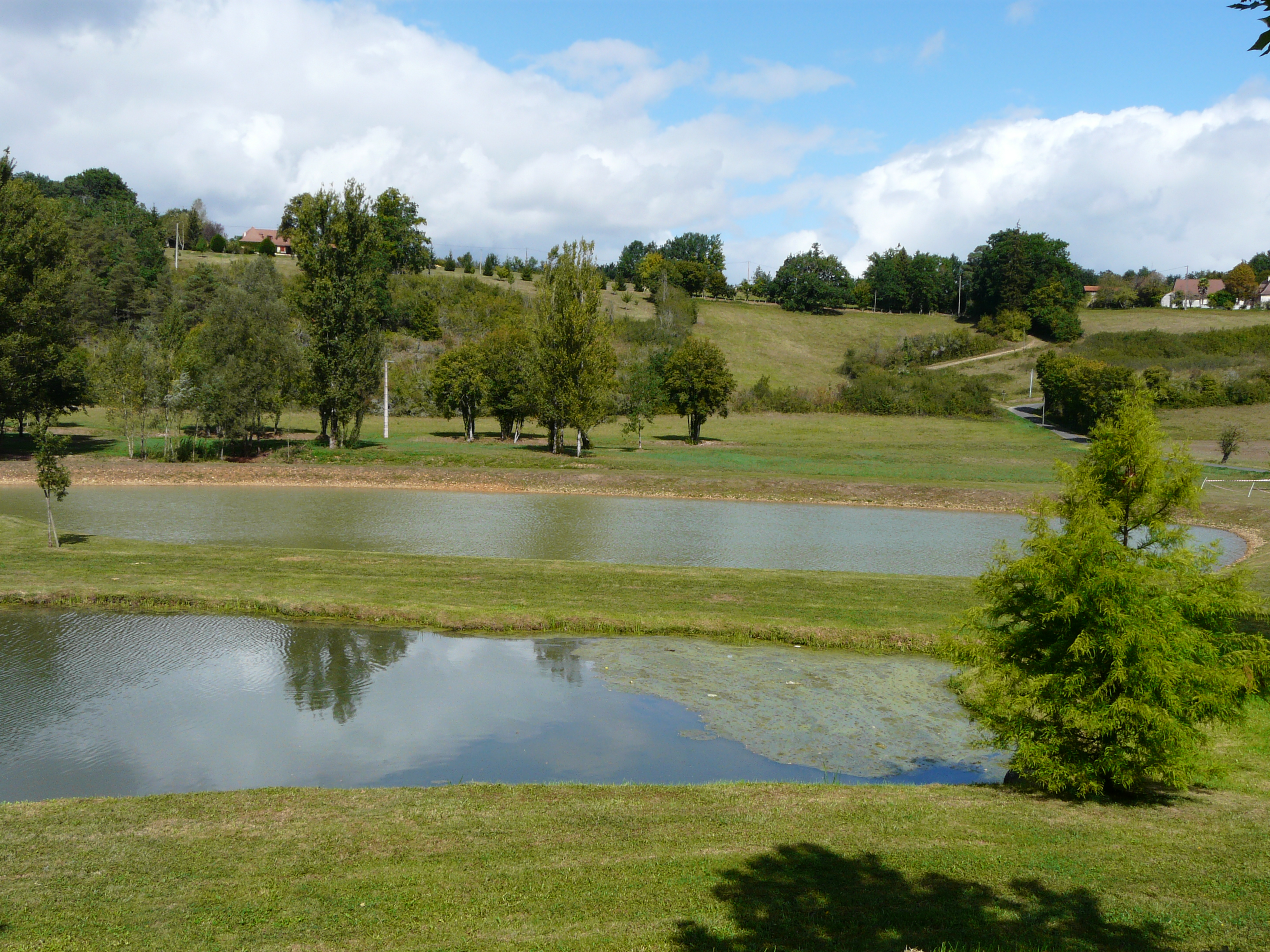
Озёра